# Tetramesa ishikawae
Tetramesa ishikawae is een vliesvleugelig insect uit de familie Eurytomidae. De wetenschappelijke naam is voor het eerst geldig gepubliceerd in 1941 door Shinji.